# Clarence (carruagem)
|                        |            |
| País                   | Inglaterra |
| Data de criação        | séc. XIX   |
| Carruagens semelhantes |            |

Clarence, ou Growler, é uma carruagem criada em Inglaterra no séc. XIX. Tem quatro rodas e é puxada por um cavalo. Na dianteira há um vidro que permite que os quatro passageiros possam ver o caminho. O condutor está posicionado na frente da carragem. O nome da carruagem provem do príncipe William, Duque de Clarence e St Andrews, que mais tarde se tornou no rei Guilherme IV.